# Olhos de Água
Olhos de Água ist ein Dorf und eine ehemalige Gemeinde an der Algarve im Süden Portugals.

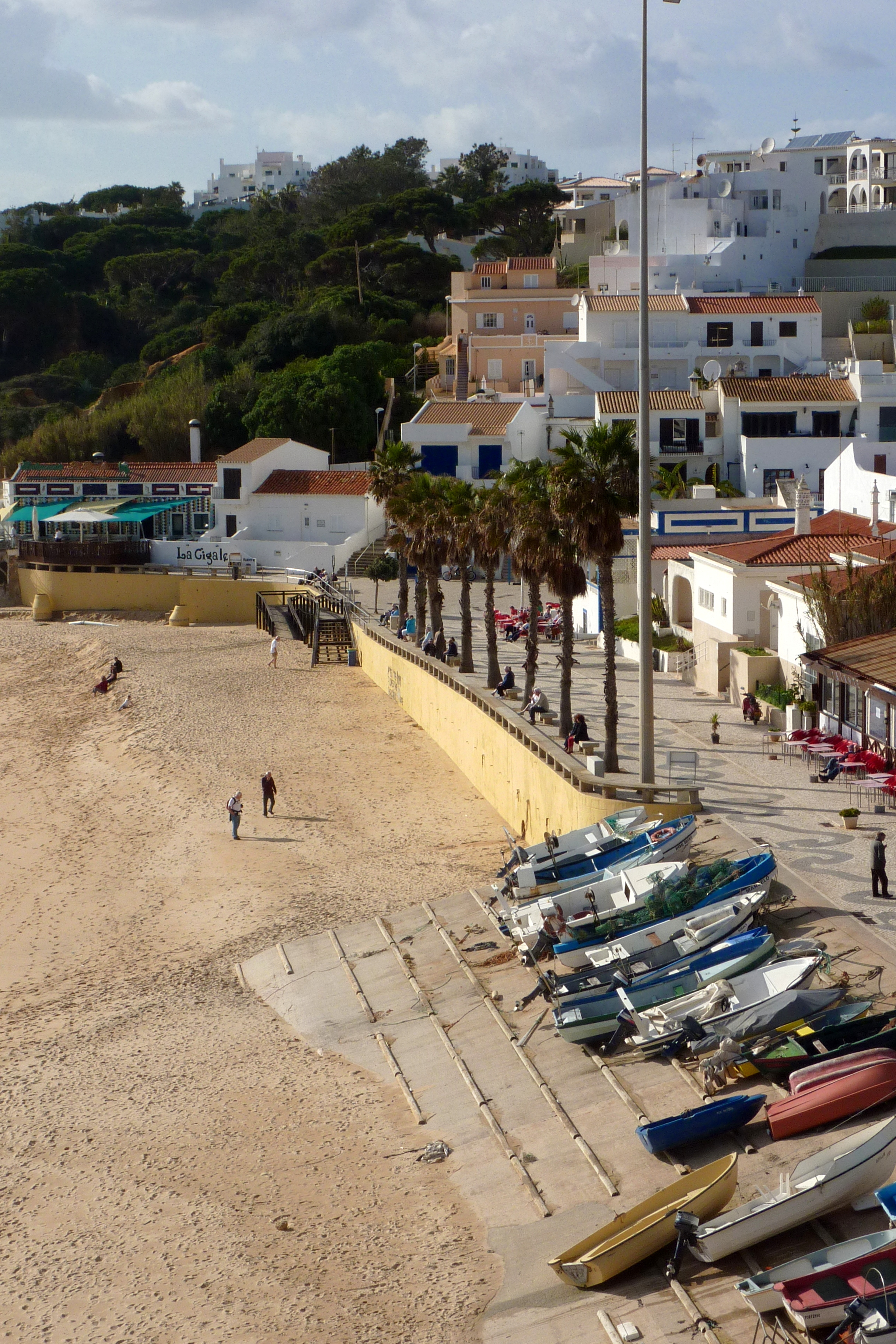
Strandpromenade und Fischerboote in Olhos de Água

## Geschichte
Phönizier und Karthager siedelten hier. Nach der Eroberung durch die Römer führten diese hier die Fischverarbeitung in größerem Stil ein, mit Fischtrocknungs- und Salzungsanlagen. Der Ort blieb auch in den folgenden Jahrhunderten ein kleines Fischerdorf, zugehörig zu Albufeira. Unter der Herrschaft von Dom João III. wurde im 16. Jahrhundert in Küstennähe der noch erhaltene Torre da Medronheira als Aussichts- und Wachturm errichtet. Im 18. Jahrhundert wurde es als vorgelagerter Aussichtsposten im Verteidigungssystem Albufeiras geführt.
Erst mit dem Wachstum Albufeiras durch den Massentourismus ab den 1960er Jahren setzte auch für das benachbarte Olhos de Água ein Wachstumsschub ein. 1997 wurde es eine eigenständige Gemeinde, durch Ausgliederung aus der Gemeinde Albufeira.
Mit der Gebietsreform 2013 wurde Olhos de Água mit Albufeira zur neuen Gemeinde Albufeira e Olhos de Água zusammengeschlossen.
Seinen Namen verdankt das Dorf einer Süßwasserquelle im östlichen Strandbereich. Das ins Flachwasser einströmende Süßwasser formt dort an mehreren Stellen die "Wasseraugen" (Olho = Auge).

## Verwaltung
Olhos de Água war Sitz einer gleichnamigen Gemeinde (Freguesia) im Kreis (Concelho) von Albufeira im Distrikt Faro. Die Freguesia hatte am 30. Juni 2011 auf einer Fläche von 52,6 km² 3309 Einwohner, was einer Bevölkerungsdichte von 63 Einwohnern/km² entsprochen hat.
Folgende Ortschaften liegen im Gebiet der ehemaligen Gemeinde Olhos de Água:
- Falésia
- Olhos de Água
- Pinhal do Concelho
- Vale da Azinheira

Im Zuge der Gebietsreform in Portugal am 29. September 2013 wurde Olhos de Água mit der Stadtgemeinde Albufeira zur neuen Gemeinde Albufeira e Olhos de Água zusammengefasst.

## Verschüttungen
Die außergewöhnliche Schönheit der naturbelassenen Küstenbeschaffenheit fordert jedoch immer wieder Todesopfer durch Hangrutsche unmittelbar am Strand Maria Luisa. Obwohl durch Hinweisschilder auf die Gefahr hingewiesen wird, kamen in den letzten Jahren immer wieder Touristen ums Leben.